# Рунгнадо
Стадион „Рунгнадо (Рунградо)“ или „Рунгнадо Първи май“ е многоцелево спортно съоръжение в Пхенян, Северна Корея, което е завършено на 1 май 1989 година (Ден на труда). Стадионът е построен за две години и половина на живописния остров Рунгна (Рунгра) на река Тедонган и отговаря на всички условия за провеждане на международни състезания.
Това е най-големият стадион в света по капацитет. Настилката на стадиона е естествена трева. Към настоящия момент се използва от националния футболен отбор на Северна Корея, а също и за лекоатлетически състезания, но основно за масови игри, наречени „Ариранг“. Разполага със 150 000 седящи места, като по този показател е 1-ви в света сред стадионите и 12-и
и сред спортните съоръжения.
Стадионът има осем етажа. Покривът му е съставен от 16 арки, които са разположени в обща окръжност, наподобяващи отгоре венчелистчета на магнолия. Всички трибуни са под покрива. Застроената площ е над 207 000 m², като най-високите части на покрива се извисяват на 60 метра над земята. Стадионът има 80 изхода и десет асансьора. 
Стадион Рунгнадо е най-известен със своите огромни спектакли и шоу програми в чест на лидер на КНДР Ким Ир Сен и впоследствие на Ким Чен Ир и Ким Чен Ун. През 2002 година между юни и юли са проведени най-масовите народни игри Ариранг, които включват гимнастически и художествени изпълнения, като в тях вземат участие над 100 000 души, а зрителите по трибуните са почти двойно повече. Постижението е записано в рекордите на Гинес.
- Изглед отвън, 2012 г.
- Изглед към стадиона отвътре, 2007 г.
- Масови сцени от Ариранг, 2008 г.
- Ариранг, 2008 г.
- Ариранг, 2012 г.

Стадионът разполага с различни зали за тренировки, кътове за отдих, закрит плувен басейн, сауни, леглова база и други, които са необходими за обучението и удобствата на спортистите. В Рунгнадо има и ресторанти и зали с големи екрани, а също и открита и закрита състезателна писта (на ниво шести етаж).